# بشتدرة لنغة (شبخوسلات)
بشتدرة لنغة (بالفارسية: پشتدره لنگه) هي قرية تقع في إيران في قسم شبخوسلات الريفي. يقدر عدد سكانها بـ 59 نسمة بحسب إحصاء 2016.